# Paracechorismenus albipes
Paracechorismenus albipes är en tvåvingeart som först beskrevs av Enrico Adelelmo Brunetti 1907.  Paracechorismenus albipes ingår i släktet Paracechorismenus och familjen vapenflugor. Inga underarter finns listade i Catalogue of Life.